# Пфефель Ернестіна
Баронеса Ернестіна фон Пфеффель (Ernestine von Pfeffel; 1810-1894), у першому шлюбі баронеса Дернберг, німецька аристократка. Друга дружина та багаторічна спонсорка поета Федора Тютчева. 

## Життєпис
Брат діда — відомий німецький байкар (пор. запис в щоденнику О. І. Тургенєва: «...вона онука славетного Пфеффеля; батько її міністр у Парижі»).
Ернестіна фон Пфеффель народилась у 1810 році. Її батько — ельзаський барон Християн Гюбер фон Пфеффель (1765—1834), — був баварським дипломатом, послом в Лондоні і Парижі. Мати її — Кароліна (1789—1811), до шлюбу баронеса фон Теттенборн, померла рано й  батько одружився з гувернанткою своїх дітей, яка виявилася поганою мачухою. Ернестіна виховувалася в паризькому пансіоні. При першій же можливості вона вступила в шлюб без любові з немолодим чоловіком.
У вересні 1830 року Ернестіна у Парижі (де її батько очолював баварську місію) одружилася з дипломатом Фрідріхом фон Дернбергом (1796—1833). Незадовго до смерті останнього (1833) через брата Карла (зятя Павла Вюртемберзького) познайомилася на балу у Мюнхені з російським дипломатом Федором Тютчевим.
Будучи одруженим з графинею Ботмер, Тютчев почав виявляти інтерес до молодої вдови; присвятив їй принаймні 8 віршів. Закохані зустрічались на околицях баварської столиці. Цей зв'язок розпалював обстановку в родині Тютчева. У травні 1836 р. дружина Тютчева спробувала вчинити самогубство.
Щоб не компрометувати посольство, Тютчева вислали в Турин, куди за ним поїхала й Ернестіна. Після смерті графині Ботмер він зробив пропозицію Ернестіні. Вони повінчалися 17 липня 1839 року в Берні. Від першого шлюбу у поета вже було три доньки, яких Ернестіна фактично удочерила. В шлюбі з Тютчевим народила дітей Івана та Марію.
Ернестіна фон Пфеффель була багатою жінкою, й Тютчев не приховував, що живе на її гроші. Вона вважалася красунею; портрет її написав придворний живописець Штилер. Проте у 1850-ті Тютчев захопився Оленою Денісьєвою й створив з нею другу сім'ю. Після загибелі Денісьєвої він помирився з дружиною й помер у неї на руках.

## Діти
- Марія Федорівна (1840-1873), одружена у 1865 р. з Миколою Олексійовичем Бирилевим (1829-1882)
- Дмитро Федорович (1841-1870), одружений з Ольгою Олександрівною Мельниковою (1830-1913), племінницею міністра шляхів сполучення П. П. Мельнікова.

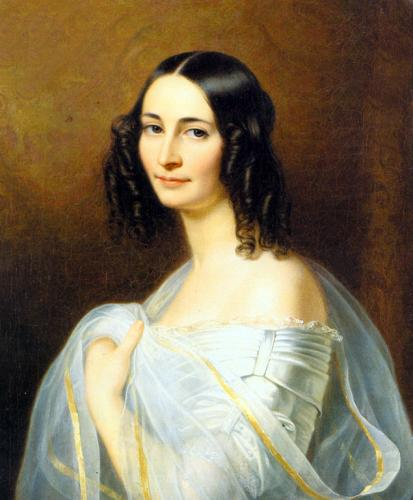
Іван Федорович  (1846--1909), одружений у 1869 році з Ольгою Петрівною Путяте (1840-1920), племінницею дружини Є. А. Баратинського.  - Ернестіна Тютчева, Художник Ф. Дюрк, 1840
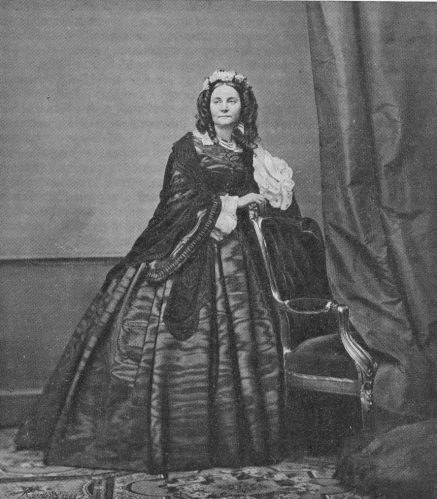
Ернестіна Тютчева, фото 1862 р.
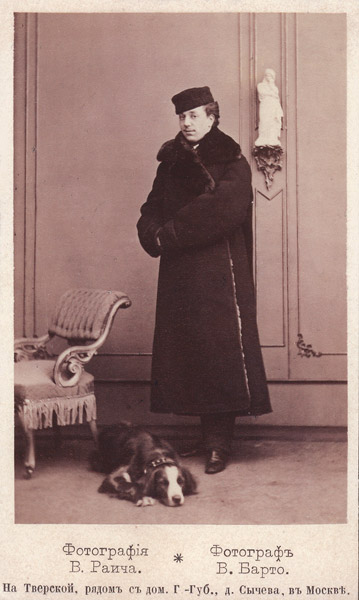
Іван Тютчев, 1867 р.
  - Ернестіна Тютчева, фото 1862 р.
  - Іван Тютчев, 1867 р.